# Notoplax mayi
Notoplax mayi är en blötdjursart som först beskrevs av Edwin Ashby 1922.  Notoplax mayi ingår i släktet Notoplax och familjen Acanthochitonidae. Inga underarter finns listade i Catalogue of Life.